# Џером Џејмс
Џером Џејмс (енгл. Jerome James; Тампа, 17. новембар 1975) је бивши амерички кошаркаш. Играо је на позицији центра.

## Каријера
Џејмс је студирао на универзитету Флорида (1995–1998). На НБА драфту 1998. одабран је као 36. избор од стране Сакраменто Кингса. Због локаута који је био 1998. играо је за Харлем Глобтротерсе на турнеји по Европи. 
Након завршетка локаута вратио се у Кингсе али је током сезоне одиграо свега 16 утакмица уз просечно 1,5 поена и 1,1 скок по мечу. Целу наредну сезону је пропустио због повреде. 
Током сезоне 2000/01. године играо је за Будућност у ЈУБА лиги и са њима освојио титулу првака СР Југославије и Куп. 
Након тога се вратио у НБА и потписао за Сијетл Суперсониксе. За њих је играо наредне четири сезоне. Своје најбоље партије је пружао током доигравања 2005. када је бележио просечно 12,5 поена и 6,8 скокова на 11 мечева.
У јулу 2005. је потписао уговор са Њујорк Никсима. Са њима је играо четири сезоне, мада је у последње две године одиграо свега четири меча. 
Током својих девет НБА сезона имао је просечно 4,3 поена и 3,1 скокова по мечу.
Током 2012. је играо у Порторику за екипу Умакао. На седам утакмица је имао просечно 9,6 поена и 7,4 скока по мечу.